# Biesiekierz (gmina)
Pour la localité, voir Biesiekierz.
Biesiekierz est une gmina rurale du powiat de Koszalin, Poméranie-Occidentale, dans le nord-ouest de la Pologne. Son siège est le village de Biesiekierz, qui se situe environ 11 km au sud-ouest de Koszalin et 125 km au nord-est de la capitale régionale Szczecin.
La gmina couvre une superficie de 116,87 km2 pour une population de 7 154 habitants en 2019.

## Géographie
La gmina inclut les villages de Biesiekierz, Cieszyn, Gniazdowo, Kotłowo, Kraśnik Koszaliński, Laski Koszalińskie, Nosowo, Nowe Bielice, Parnówko, Parnowo, Parsowo, Rutkowo, Stare Bielice, Starki, Świeminko, Świemino, Tatów, Warnino et Witolubie.
La gmina borde la ville de Koszalin et les gminy de Będzino, Białogard, Karlino et Świeszyno.